# Nati nel 1976/Aprile
| Questa pagina contiene informazioni ricavate automaticamente dalle voci biografiche con l'ausilio del template Bio e di un bot. L'aggiornamento è periodico e automatico e ricostruisce completamente la pagina. Se manca una persona in questa lista, sei pregato di non aggiungerla, ma accertati piuttosto che la sua voce biografica contenga il template Bio e che i dati anagrafici siano correttamente compilati. Se il template Bio manca, inseriscilo tu stesso o, in alternativa, metti l'avviso {{tmp\|Bio}} che ne segnala la mancanza. Se i dati riportati sono sbagliati, correggi direttamente la voce biografica; le modifiche saranno visibili in questa lista entro pochi giorni. Per chiarimenti vedi il progetto biografie. La lista contiene solo le 359 persone che sono citate nell'enciclopedia e per le quali è stato implementato correttamente il template Bio. Pagina aggiornata al 10 giu 2025. |

- 1º aprile - Troy Baker, doppiatore, attore e musicista statunitense
- 1º aprile - Jamaal Bowman, politico statunitense
- 1º aprile - John Elkann, imprenditore e dirigente d'azienda italiano
- 1º aprile - Daniele Gilardoni, ex canottiere italiano
- 1º aprile - Evan Jones, attore statunitense
- 1º aprile - Gábor Király, dirigente sportivo e ex calciatore ungherese
- 1º aprile - Lucky Lekgwathi, ex calciatore sudafricano
- 1º aprile - Mo'ayyad Salim, ex calciatore giordano
- 1º aprile - Metodije Ostojić, vescovo ortodosso montenegrino
- 1º aprile - David Oyelowo, attore e produttore cinematografico britannico
- 1º aprile - Asım Pars, cestista bosniaco († 2024)
- 1º aprile - Emma Ríos, fumettista spagnola
- 1º aprile - Clarence Seedorf, allenatore di calcio e ex calciatore olandese
- 1º aprile - Jafet Soto, ex calciatore costaricano
- 1º aprile - Nicolai Stokholm, ex calciatore danese
- 1º aprile - Yuka Yoshida, ex tennista giapponese
- 2 aprile - Kristine Andersen, ex pallamanista danese
- 2 aprile - Bruno Caires, ex calciatore portoghese
- 2 aprile - Ljudmila Djakovska, cantante bulgara
- 2 aprile - Sébastien Fournier-Bidoz, ex sciatore alpino francese
- 2 aprile - Igor Gjuzelov, ex calciatore macedone
- 2 aprile - Adam F. Goldberg, produttore televisivo, produttore cinematografico e scrittore statunitense
- 2 aprile - Astra Lanz, attrice italiana
- 2 aprile - Ruggero Marzoli, ex ciclista su strada italiano
- 2 aprile - Evan McMullin, politico statunitense
- 2 aprile - Massimo Perra, allenatore di calcio e ex calciatore italiano
- 2 aprile - Rory Sabbatini, golfista sudafricano
- 2 aprile - Raluca Turcan, politica rumena
- 2 aprile - Takahiro Yamanishi, ex calciatore giapponese
- 2 aprile - Serhij Černjavs'kyj, ex pistard ucraino
- 3 aprile - Ulrika Babiaková, astronoma slovacca († 2002)
- 3 aprile - Keith Closs, ex cestista statunitense
- 3 aprile - Sophie Cooke, romanziera e poetessa scozzese
- 3 aprile - Nicolas Escudé, allenatore di tennis e ex tennista francese
- 3 aprile - Daniel Lewis, allenatore di pallavolo e ex pallavolista canadese
- 3 aprile - Filippo Marcheggiani, chitarrista, cantautore e arrangiatore italiano
- 3 aprile - Emiliano Morales, ex cestista spagnolo
- 3 aprile - Claus Mørch, schermidore norvegese
- 3 aprile - Maarten Schops, allenatore di calcio e ex calciatore belga
- 3 aprile - Assassinio di Jong-Ok Shin, sudcoreana († 2002)
- 3 aprile - Juan Turchi, ex calciatore argentino
- 4 aprile - Abdullah Abu Zema, allenatore di calcio e ex calciatore giordano
- 4 aprile - Serena Autieri, attrice, cantante e conduttrice televisiva italiana
- 4 aprile - Nicolò Bongiorno, regista, sceneggiatore e produttore cinematografico italiano
- 4 aprile - Kōstas Charalampidīs, ex cestista e allenatore di pallacanestro greco
- 4 aprile - Emerson Ferreira da Rosa, dirigente sportivo, allenatore di calcio e ex calciatore brasiliano
- 4 aprile - Sébastien Enjolras, pilota automobilistico francese († 1997)
- 4 aprile - Jang Yong-ho, arciere sudcoreano
- 4 aprile - Gian Luca Margheriti, scrittore e fotografo italiano
- 4 aprile - Elvir Rahimić, ex calciatore bosniaco
- 4 aprile - James Roday, attore statunitense
- 4 aprile - Jean-Jacques Yemweni, ex calciatore della Repubblica Democratica del Congo
- 5 aprile - Péter Biros, pallanuotista ungherese
- 5 aprile - Sterling K. Brown, attore statunitense
- 5 aprile - Aleksei Budõlin, ex judoka estone
- 5 aprile - Kim Collins, ex velocista nevisiano
- 5 aprile - Luis de Agustini, ex calciatore uruguaiano
- 5 aprile - Ike Hilliard, ex giocatore di football americano statunitense
- 5 aprile - Simone Inzaghi, allenatore di calcio e ex calciatore italiano
- 5 aprile - Paolo Lampredi, ex sciatore alpino italiano
- 5 aprile - Kai Michalke, allenatore di calcio e ex calciatore tedesco
- 5 aprile - Fernando Morientes, allenatore di calcio e ex calciatore spagnolo
- 5 aprile - Chisato Nagaoka, bobbista giapponese
- 5 aprile - Brian O'Meara, ex rugbista a 15 irlandese
- 5 aprile - Cyrille Oumedjkane, tuffatore francese
- 5 aprile - Roberto Pinto, allenatore di calcio, dirigente sportivo e ex calciatore tedesco
- 5 aprile - Henrik Stenson, golfista svedese
- 5 aprile - Valeria Straneo, maratoneta italiana
- 5 aprile - Verdiano Vera, compositore, paroliere e produttore discografico italiano
- 5 aprile - Anouska van der Zee, ex ciclista su strada e pistard olandese
- 6 aprile - Eleonora Berlanda, mezzofondista italiana
- 6 aprile - Candace Cameron, attrice statunitense
- 6 aprile - Alfredo Esteves, allenatore di calcio e ex calciatore est-timorese
- 6 aprile - James Fox, cantante britannico
- 6 aprile - Georg Hólm, bassista islandese
- 6 aprile - Daniel Jędraszko, canoista polacco
- 6 aprile - Emmanuel Osei Kuffour, ex calciatore ghanese
- 6 aprile - Roberto Parra, ex mezzofondista spagnolo
- 6 aprile - Bruce Reihana, ex rugbista a 15 neozelandese
- 7 aprile - Kevin Alejandro, attore statunitense
- 7 aprile - Andy C, disc jockey e produttore discografico britannico
- 7 aprile - Dalibor Anušić, allenatore di pallamano e ex pallamanista croato
- 7 aprile - Djamel Bensalah, regista, sceneggiatore e attore francese
- 7 aprile - Federico Browne, ex tennista argentino
- 7 aprile - Martin Buß, ex altista tedesco
- 7 aprile - Michael Herm, schermidore tedesco
- 7 aprile - Brian Keefe, allenatore di pallacanestro statunitense
- 7 aprile - Michail Semënovič Policejmako, attore russo
- 7 aprile - Hélène Richard, ex sciatrice alpina francese
- 7 aprile - Alba Rueda, politica e attivista argentina
- 7 aprile - Radoslav Suchý, hockeista su ghiaccio slovacco
- 7 aprile - Eric Wareheim, comico, attore e sceneggiatore statunitense
- 8 aprile - Diana Anaid, cantautrice australiana
- 8 aprile - Marek Čech, allenatore di calcio e ex calciatore ceco
- 8 aprile - Gaston Curbelo, ex calciatore francese
- 8 aprile - Tieme Klompe, allenatore di calcio e ex calciatore olandese
- 8 aprile - Sylvain Marconnet, ex rugbista a 15 francese
- 8 aprile - Gabriel Rasch, dirigente sportivo e ex ciclista su strada norvegese
- 8 aprile - Andrés Schneiter, allenatore di tennis e ex tennista argentino
- 8 aprile - Mathias Schober, ex calciatore tedesco
- 8 aprile - Ol'ha Šljachova, ex cestista ucraina
- 8 aprile - Antonio Villella, fantino italiano
- 9 aprile - Serena Auñón-Chancellor, astronauta e medico statunitense
- 9 aprile - Evija Āzace, ex cestista lettone
- 9 aprile - Álvaro Brechner, regista, sceneggiatore e produttore cinematografico uruguaiano
- 9 aprile - Mara Brunetti, nuotatrice artistica italiana
- 9 aprile - Anders Högberg, ex fondista svedese
- 9 aprile - Sturle Holseter, ex saltatore con gli sci norvegese
- 9 aprile - Carlos Paniagua, ex cestista dominicano
- 9 aprile - Mirko Pätzold, bobbista tedesco
- 9 aprile - Jan Trousil, allenatore di calcio e ex calciatore ceco
- 9 aprile - Jimmy Wargh, ex calciatore finlandese
- 9 aprile - Blayne Weaver, attore e doppiatore statunitense
- 10 aprile - Enrico Burini, ex cestista italiano
- 10 aprile - Jan Werner Danielsen, cantante norvegese († 2006)
- 10 aprile - Familjen, cantante e produttore discografico svedese
- 10 aprile - Kim Sun-young, attrice sudcoreana
- 10 aprile - Yoshino Kimura, attrice e cantante giapponese
- 10 aprile - Bonaventure Maruti, ex calciatore keniota
- 10 aprile - Ricky Moore, ex cestista statunitense
- 10 aprile - Robert O'Neill, militare statunitense
- 10 aprile - Sara Renner, ex fondista canadese
- 10 aprile - Vincenzo Rossitto, ex pugile italiano
- 10 aprile - John van Lottum, ex tennista olandese
- 11 aprile - Pita Alatini, ex rugbista a 15 neozelandese
- 11 aprile - Tremaine Fowlkes, ex cestista statunitense
- 11 aprile - Stéphane François, giocatore di beach soccer francese
- 11 aprile - Kotomitsuki Keiji, lottatore di sumo giapponese
- 11 aprile - Andrzej Krawczyk, ex discobolo polacco
- 11 aprile - Maja Nikolić, cantante serba
- 11 aprile - Paolo Novelli, fotografo e artista italiano († 2025)
- 11 aprile - Antonio Pacheco, allenatore di calcio e ex calciatore uruguaiano
- 11 aprile - Ariel Rearte, allenatore di pallacanestro argentino
- 11 aprile - Cristian Saracco, ex fondista italiano
- 11 aprile - Saiko Takahashi, ex calciatrice giapponese
- 11 aprile - Tcheco, allenatore di calcio e ex calciatore brasiliano
- 11 aprile - Coralie Trinh Thi, ex attrice pornografica francese
- 11 aprile - Diesel Washington, attore pornografico statunitense
- 12 aprile - Émilie Frèche, regista e sceneggiatrice francese
- 12 aprile - Antonino Salvatore Germanà, politico italiano
- 12 aprile - Donny Grant, ex calciatore costaricano
- 12 aprile - Ol'ga Kotljarova, velocista e mezzofondista russa
- 12 aprile - Massimiliano Larocca, cantautore italiano
- 12 aprile - Andrea Mazza, disc jockey e produttore discografico italiano
- 12 aprile - Brad Miller, ex cestista statunitense
- 12 aprile - Knut Anders Sørum, cantante norvegese
- 12 aprile - Víctor Velásquez, ex calciatore salvadoregno
- 13 aprile - Manius Abbadi, pallavolista brasiliano
- 13 aprile - Robert Biedroń, politico e attivista polacco
- 13 aprile - Jonathan Brandis, attore statunitense († 2003)
- 13 aprile - Dan Campbell, ex giocatore di football americano e allenatore di football americano statunitense
- 13 aprile - Patrik Eliáš, ex hockeista su ghiaccio ceco
- 13 aprile - Eric Hinrichsen, ex cestista canadese
- 13 aprile - Basil Hoffmann, schermidore svizzero
- 13 aprile - Norbert Holzknecht, ex sciatore alpino austriaco
- 13 aprile - Glenn Howerton, attore e sceneggiatore statunitense
- 13 aprile - Václav Koloušek, calciatore ceco
- 13 aprile - Arthur Lungu, ex calciatore zambiano
- 13 aprile - Eric Otogo-Castane, arbitro di calcio gabonese
- 13 aprile - Joel J. Richard, compositore statunitense
- 13 aprile - Christoph Sauser, ex mountain biker svizzero
- 13 aprile - Elena Sordelli, velocista italiana
- 13 aprile - Yoo Ji-tae, attore sudcoreano
- 13 aprile - Koji Yoshimura, ex calciatore giapponese
- 14 aprile - Santiago Abascal, politico spagnolo
- 14 aprile - Jericho Brown, poeta statunitense
- 14 aprile - Davide Cavallotto, politico italiano
- 14 aprile - Georgina Chapman, attrice e costumista inglese
- 14 aprile - Georgeta Damian, ex canottiera rumena
- 14 aprile - Anna DeForge, ex cestista statunitense
- 14 aprile - Kyle Farnsworth, ex giocatore di baseball e giocatore di football americano statunitense
- 14 aprile - Nadine Faustin-Parker, ex ostacolista haitiana
- 14 aprile - Iván Fundora, ex lottatore cubano
- 14 aprile - Françoise Mbango Etone, triplista e lunghista camerunese
- 14 aprile - Jason Wiemer, ex hockeista su ghiaccio canadese
- 15 aprile - Gatis Gūts, ex bobbista lettone
- 15 aprile - Brock Huard, ex giocatore di football americano statunitense
- 15 aprile - Túlio Lustosa, ex calciatore brasiliano
- 15 aprile - Seigō Narazaki, ex calciatore giapponese
- 15 aprile - Annaleah Rush, ex rugbista a 15 neozelandese
- 15 aprile - Kęstutis Šeštokas, ex cestista lituano
- 15 aprile - Mike Smith, ex cestista statunitense
- 15 aprile - Susan Ward, attrice e modella statunitense
- 15 aprile - Steve Williams, canottiere britannico
- 16 aprile - Walter Girardi, allenatore di sci alpino e ex sciatore alpino italiano
- 16 aprile - Ryan Grubb, allenatore di football americano statunitense
- 16 aprile - Lukas Haas, attore statunitense
- 16 aprile - John Hilliard, ex giocatore di football americano statunitense
- 16 aprile - Darrell Johns, ex cestista statunitense
- 16 aprile - Dan Kellner, schermidore statunitense
- 16 aprile - Jannes Labuschagne, rugbista a 15 sudafricano
- 16 aprile - Laurent Leroy, ex calciatore francese
- 16 aprile - Shu Qi, attrice e modella taiwanese
- 16 aprile - David Lyons, attore australiano
- 16 aprile - Kelli O'Hara, soprano e attrice statunitense
- 16 aprile - Erik Wahlstedt, ex calciatore svedese
- 17 aprile - Sizzla, cantante giamaicano
- 17 aprile - Anna Geislerová, attrice ceca
- 17 aprile - Maïwenn, attrice, regista e sceneggiatrice francese
- 17 aprile - Monet Mazur, attrice e modella statunitense
- 17 aprile - Lavinia Mennuni, politica italiana
- 17 aprile - Mathew Quinn, velocista sudafricano
- 17 aprile - Germán Real, ex calciatore argentino
- 17 aprile - Uladzimir Samsonaŭ, tennistavolista bielorusso
- 17 aprile - Raphael Schweda, ex ciclista su strada e dirigente sportivo tedesco
- 17 aprile - Camilla Sjoberg, modella, showgirl e attrice svedese
- 17 aprile - Federica Torti, conduttrice televisiva italiana
- 17 aprile - Ioska Versari, attore e chitarrista italiano
- 17 aprile - Maurice Wignall, ex ostacolista giamaicano
- 17 aprile - Morgan Williams, ex rugbista a 15 e allenatore di rugby a 15 canadese
- 18 aprile - Paolo Citrini, allenatore di pallacanestro italiano
- 18 aprile - Gavin Creel, attore teatrale e cantante statunitense († 2024)
- 18 aprile - Diego Crosa, ex calciatore argentino
- 18 aprile - Franco Florio, allenatore di calcio e ex calciatore italiano
- 18 aprile - Tyrone Giordano, attore statunitense
- 18 aprile - Melissa Joan Hart, attrice e regista statunitense
- 18 aprile - Andrew Ilie, ex tennista australiano
- 18 aprile - Sean Maguire, attore e cantante britannico
- 18 aprile - Derek Phillips, attore statunitense
- 18 aprile - Kevin Rankin, attore statunitense
- 18 aprile - Bobby Rhine, calciatore statunitense († 2011)
- 18 aprile - Staffan Strand, ex altista svedese
- 18 aprile - Fred Vogel, regista statunitense
- 18 aprile - Rodrigo de la Serna, attore argentino
- 19 aprile - Davide Galimberti, politico italiano
- 19 aprile - Aleksandar Glintić, ex cestista serbo
- 19 aprile - Ruud Adrianus Jolie, chitarrista olandese
- 19 aprile - Wilfredo Moreno, ex calciatore venezuelano
- 19 aprile - Natallja Murščakina, ex biatleta bielorussa
- 19 aprile - Scott Padgett, ex cestista e allenatore di pallacanestro statunitense
- 19 aprile - Eddie Robinson, ex cestista statunitense
- 19 aprile - Antonio Smith, cestista statunitense
- 19 aprile - Vladimir Vilisov, ex fondista russo
- 19 aprile - Beatrice de Graaf, storica olandese
- 20 aprile - Aldo Bobadilla, allenatore di calcio e ex calciatore uruguaiano
- 20 aprile - Vladimir Bogojevič, ex cestista e allenatore di pallacanestro bosniaco
- 20 aprile - Ümit Bozkurt, allenatore di calcio e ex calciatore turco
- 20 aprile - Carla Brunozzi, ex calciatrice e ex giocatrice di calcio a 5 italiana
- 20 aprile - Andrew Ernemann, ex sciatore alpino statunitense
- 20 aprile - Elisa Forlucci, ex calciatrice italiana
- 20 aprile - Shay Given, allenatore di calcio e ex calciatore irlandese
- 20 aprile - Joey Lawrence, attore e cantante statunitense
- 20 aprile - Alicia López, ex cestista spagnola
- 20 aprile - Calvin Marlin, allenatore di calcio e ex calciatore sudafricano
- 20 aprile - Chris Mason, ex hockeista su ghiaccio canadese
- 20 aprile - Lenka Němečková, ex tennista ceca
- 20 aprile - Trey Radel, politico, giornalista e conduttore radiofonico statunitense
- 20 aprile - Ramachandran Ramesh, scacchista indiano
- 20 aprile - Georgina Rylance, attrice inglese
- 20 aprile - Fuminori Ujihara, comico giapponese
- 20 aprile - Sōtarō Yasunaga, ex calciatore e allenatore di calcio giapponese
- 21 aprile - Thomas Hanselmann, ex calciatore liechtensteinese
- 21 aprile - Sergej Jakovlev, dirigente sportivo e ex ciclista su strada kazako
- 21 aprile - Josh McDaniels, ex giocatore di football americano e allenatore di football americano statunitense
- 21 aprile - Le Rat Luciano, rapper francese
- 21 aprile - Sandrine Thiébaud-Kangni, ex velocista e multiplista francese
- 21 aprile - Hristo Zlatanov, dirigente sportivo e ex pallavolista italiano
- 22 aprile - Juriy Cannarsa, allenatore di calcio e ex calciatore italiano
- 22 aprile - Djalmir, ex calciatore brasiliano
- 22 aprile - Martin Hardie, ex calciatore scozzese
- 22 aprile - Dazzy Kapenya, ex calciatore zimbabwese
- 22 aprile - Rebecca Lock, attrice teatrale e soprano britannico
- 22 aprile - Ylenja Lucaselli, politica italiana
- 22 aprile - Shin'ya Mitsuoka, ex calciatore giapponese
- 22 aprile - Ali Mousavi, ex calciatore iraniano
- 22 aprile - Marie Phillips, scrittrice britannica
- 22 aprile - Lars Schache, schermidore tedesco
- 22 aprile - Elena Serova, cosmonauta e politica russa
- 22 aprile - Um Ki-joon, attore sudcoreano
- 22 aprile - Marcin Żewłakow, ex calciatore polacco
- 22 aprile - Michał Żewłakow, ex calciatore polacco
- 23 aprile - Cristiana Corsi, taekwondoka italiana († 2016)
- 23 aprile - Andrea Croci, cantante e attore italiano
- 23 aprile - Gabriel Damon, attore statunitense
- 23 aprile - Aaron Dessner, cantautore statunitense
- 23 aprile - Ol'ha Firsova, ex cestista e dirigente sportiva ucraina
- 23 aprile - Mahlon Houkarawa, ex calciatore salomonese
- 23 aprile - Darren Huckerby, ex calciatore inglese
- 23 aprile - Davide Lamma, ex cestista, allenatore di pallacanestro e dirigente sportivo italiano
- 23 aprile - Valeska Menezes, pallavolista brasiliana
- 23 aprile - Matteo Messori, clavicembalista e organista italiano
- 23 aprile - Christian Ravaglia, pilota motociclistico italiano
- 24 aprile - Hedda Berntsen, sciatrice alpina e ex sciatrice freestyle norvegese
- 24 aprile - Fiona Bigwood, cavallerizza britannica
- 24 aprile - Steve Finnan, ex calciatore irlandese
- 24 aprile - Juan Manuel Gárate, dirigente sportivo e ex ciclista su strada spagnolo
- 24 aprile - Mike Garcia, politico e imprenditore statunitense
- 24 aprile - Martin Helme, politico estone
- 24 aprile - Sonya Jeyaseelan, ex tennista canadese
- 24 aprile - Roman Kresta, pilota di rally ceco
- 24 aprile - Dianne L'Ami, ex cestista neozelandese
- 24 aprile - Ester Mieli, politica italiana
- 24 aprile - Denise Milani, modella ceca
- 24 aprile - Christian Müller, storico tedesco
- 24 aprile - Sarah Noriega, ex pallavolista statunitense
- 24 aprile - Nenad Čanak, ex cestista e allenatore di pallacanestro serbo
- 25 aprile - Walid Azaiez, ex calciatore tunisino
- 25 aprile - Tim Duncan, ex cestista e allenatore di pallacanestro americo-verginiano
- 25 aprile - Pablo Gaglianone, ex calciatore uruguaiano
- 25 aprile - Gilberto da Silva Melo, ex calciatore e giocatore di calcio a 5 brasiliano
- 25 aprile - Kim Jong-kook, cantante sudcoreano
- 25 aprile - Melvin Levett, ex cestista statunitense
- 25 aprile - Kazuo Misaki, artista marziale misto e ex judoka giapponese
- 25 aprile - Breyton Paulse, ex rugbista a 15 sudafricano
- 25 aprile - Marco Salvucci, ex velocista italiano
- 25 aprile - Rainer Schüttler, allenatore di tennis e ex tennista tedesco
- 25 aprile - Renato Tarantelli Baccari, vescovo cattolico italiano
- 26 aprile - Simone Gironi, ex cestista italiano
- 26 aprile - Badile Lubamba, ex calciatore congolese (Repubblica Democratica del Congo)
- 26 aprile - Evgenïý Lwnev, ex calciatore kazako
- 26 aprile - Bojan Navojec, attore croato
- 26 aprile - José Orengo, ex rugbista a 15, allenatore di rugby a 15 e dirigente sportivo argentino
- 26 aprile - Luigi Panarelli, allenatore di calcio e ex calciatore italiano
- 26 aprile - José Pasillas, batterista statunitense
- 26 aprile - Wijan Ponlid, pugile thailandese
- 26 aprile - Alessandro Rapinese, politico italiano
- 26 aprile - Ilaria Tuti, scrittrice italiana
- 26 aprile - Thurop Van Orman, autore televisivo, animatore e doppiatore statunitense
- 26 aprile - Kadim Yaşar, attore turco
- 27 aprile - Isobel Campbell, cantante e violoncellista britannica
- 27 aprile - Loretta Di Pisa, doppiatrice italiana
- 27 aprile - Sally Hawkins, attrice britannica
- 27 aprile - Claus Jørgensen, ex calciatore faroese
- 27 aprile - Cormega, rapper statunitense
- 27 aprile - Walter Pandiani, allenatore di calcio e ex calciatore uruguaiano
- 27 aprile - Paulo Simão, ex cestista e allenatore di pallacanestro portoghese
- 27 aprile - Olaf Tufte, canottiere norvegese
- 27 aprile - Viliami Vaki, ex rugbista a 15 e allenatore di rugby a 15 tongano
- 27 aprile - Glenn Weiner, allenatore di tennis e ex tennista statunitense
- 28 aprile - Michael Carbonaro, attore e illusionista statunitense
- 28 aprile - Promoe, rapper e cantante svedese
- 28 aprile - Zoran Klemenčič, ex ciclista su strada sloveno
- 28 aprile - Joseph Ndo, ex calciatore camerunese
- 28 aprile - Adam Pine, ex nuotatore australiano
- 28 aprile - Arnold Rieder, ex sciatore alpino italiano
- 28 aprile - Milton Rodríguez, ex calciatore colombiano
- 28 aprile - Megumi Torigoe, ex calciatrice giapponese
- 29 aprile - Aleksandr Belov, politico russo
- 29 aprile - Igor Grabucea, sollevatore moldavo
- 29 aprile - Kelvin Jack, ex calciatore trinidadiano
- 29 aprile - Fabio Liverani, allenatore di calcio e ex calciatore italiano
- 29 aprile - Michael e Peter Spierig, regista, sceneggiatore e produttore cinematografico tedesco
- 29 aprile - Frédéric Niemeyer, allenatore di tennis e ex tennista canadese
- 29 aprile - Chiyotaikai Ryūji, lottatore di sumo giapponese
- 29 aprile - Maja Savić, pallamanista montenegrina
- 29 aprile - God Shammgod, ex cestista e allenatore di pallacanestro statunitense
- 29 aprile - Olav Zanetti, ex calciatore norvegese
- 30 aprile - Davian Clarke, ex velocista giamaicano
- 30 aprile - Mauricio Donoso, calciatore cileno
- 30 aprile - Victor Glover, astronauta statunitense
- 30 aprile - Javier Jiménez del Pozo, ex calciatore spagnolo
- 30 aprile - Gjergj Meta, vescovo cattolico albanese
- 30 aprile - Marcos Millape, ex calciatore cileno
- 30 aprile - Ibon Navarro, allenatore di pallacanestro spagnolo
- 30 aprile - Amanda Palmer, cantante, pianista e compositrice statunitense
- 30 aprile - Christine Sandtorv, cantante norvegese
- 30 aprile - Petr Welsch, ex cestista ceco
- 30 aprile - Matteo Zennaro, ex schermidore italiano
- 30 aprile - Tasya van Ree, pittrice, fotografa e surfista statunitense